# Johann Blaschka
Johann Blaschka (3. dubna 1841 Hodkovice nad Mohelkou – 5. listopadu 1906 Vídeň) byl rakouský podnikatel a politik německé národnosti z Čech, v 2. polovině 19. století poslanec Říšské rady.

## Biografie
Působil jako průmyslový podnikatel. Pocházel z hodkovické rodiny Blaschků, která tradičně podnikala v textilním a sklářském průmyslu. Jeho pradědem byl Hans Josef Blaschka, dědem Johann Blaschka (1776–1819), otcem Konrad Blaschka starší (1810–1900). Bratr Konrad Blaschka mladší (1849–1913) se zasloužil o největší rozmach textilní továrny, další bratr Ferdinand Blaschka (1852–1939) spravoval panství Mitrovice s místním pivovarem a velkostatkem.
Byl i poslancem Říšské rady (celostátního parlamentu Předlitavska), kam nastoupil v doplňovacích volbách roku 1883 poté, co rezignoval poslanec Gustav Robert Groß. Slib složil 4. prosince 1883. Zastupoval kurii městskou v Čechách, obvod Jablonec, Hodkovice n. Mohelkou atd. V roce 1883 se uvádí jako Johann Blaschka, továrník, bytem Hodkovice nad Mohelkou. Do voleb ho v tomto volebním obvodě navrhl sbor důvěrníků německých poslanců. Patřil mezi německé liberály (ústavověrné poslance). Český tisk ho označuje za kandidáta německého spolku Deutsches Kasino. Na Říšské radě patřil po volbách roku 1883 do poslaneckého klubu Sjednocené levice, do kterého se spojilo několik ústavověrných proudů.

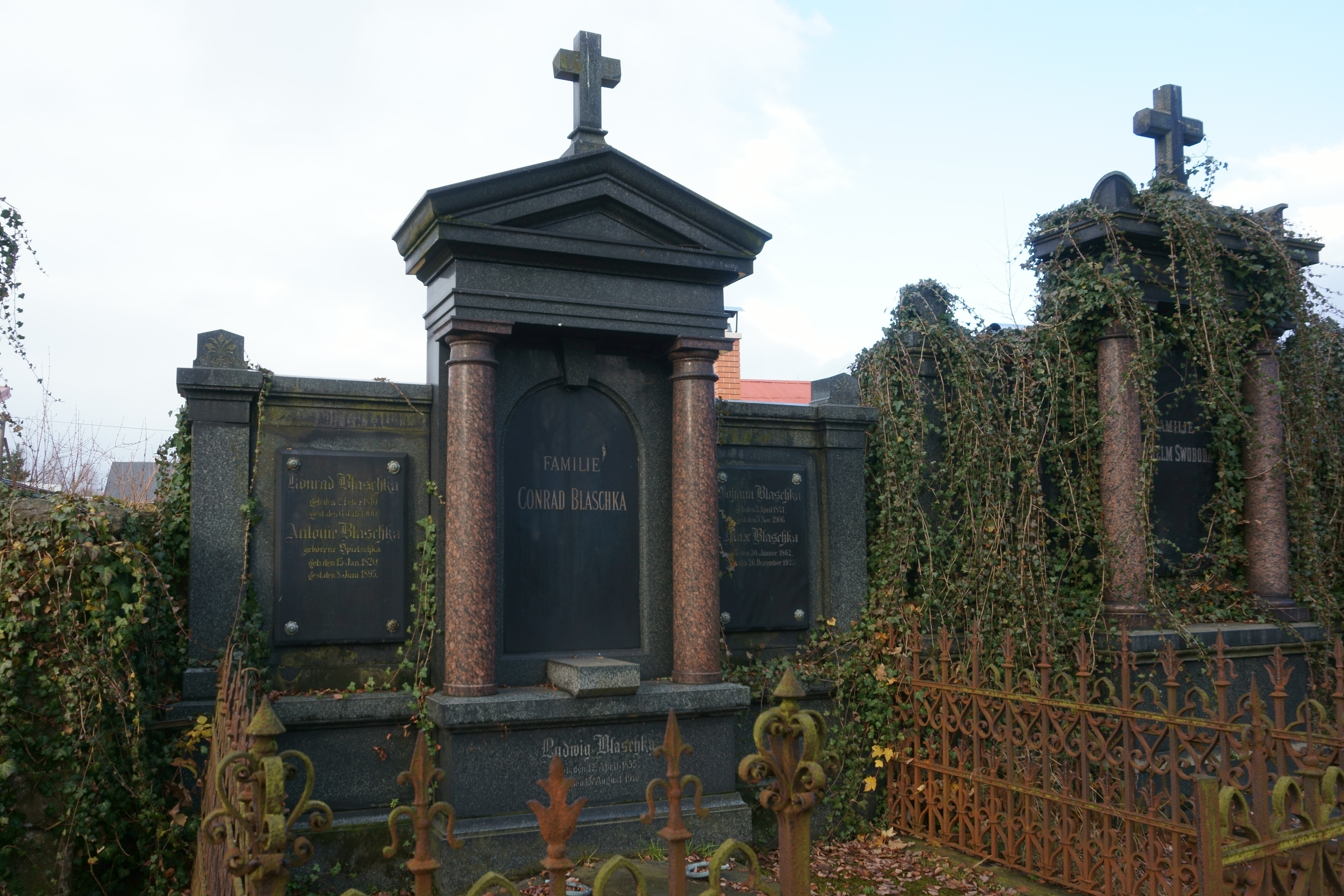
Hrob rodiny Blaschků v Hodkovicích nad Mohelkou, kde je pohřben i Johann

Byl ředitelem továrny Blaschka & Co. na vlněné zboží v Hodkovicích nad Mohelkou s pobočkami v Praze a Vídni, kterou založil jeho otec Konrad a která se počátkem 20. století popisuje jako jeden z nejvýznamnějších textilních podniků v monarchii. Zemřel v listopadu 1906 po krátké nemoci. Tisk očekával, že vedení firmy převezme bratr Max Blaschka.